# 1984 DE1
1984 DE1 är en asteroid i huvudbältet som upptäcktes den 28 februari 1984 av den belgiske astronomen Henri Debehogne vid La Silla-observatoriet.
Asteroiden har en diameter på ungefär 25 kilometer och den tillhör asteroidgruppen Hilda.